# Lys Gomis
Lys Gomis (Cuneo, 1989. október 6. –) olasz születésű szenegáli válogatott labdarúgó, az olasz másodosztályú Trapani kapusa, kölcsönben a Torinótól.

## Pályafutása

### A válogatottban
2014. március 25-én mutatkozott be a szenegáli válogatottban a Mali ellen 1–1-re végződő barátságos mérkőzésen. Meghívták a 2015-ös afrikai nemzetek kupájára utazó keretbe; Bouny Coundoula tartalékkapusa volt.